# Provincia ecclesiastica di York
La provincia ecclesiastica di York, informalmente conosciuta anche come Provincia Settentrionale, è una delle due province ecclesiastiche che costituiscono la Chiesa d'Inghilterra (l'altra è la provincia ecclesiastica di Canterbury, costituita da 30 diocesi). La provincia è a sua volta costituita da 12 diocesi, arrivando così a coprire un'area pari a un terzo dell'Inghilterra, più l'isola di Man. La diocesi di York, fondata nel 625, fu elevata ad arcidiocesi nel 735 quando Egberto di York fu nominato arcivescovo da Papa Gregorio III. A quel tempo l'arcivescovo di York rivendicava anche l'autorità metropolitana sull'intera Scozia, ma tali rivendicazioni non furono in effetti mai soddisfatte e cessarono dopo l'istituzione dell'arcidiocesi di Saint Andrews nel 1472.

## Vescovo metropolita
Il vescovo metropolita della provincia è a tutt'oggi l'arcivescovo di York, il secondo arcivescovo in importanza della Chiesa d'Inghilterra, carica oggi ricoperta dal 2005 da John Sentamu. La chiesa madre della provincia, di cui costituisce il centro liturgico e spirituale, è la cattedrale di York.

## Vescovi suffraganei
La provincia di York ha un solo vescovo suffraganeo: il vescovo di Beverley. Originariamente il vescovo suffraganeo aiutava l'arcivescovo di York nell'amministrazione dell'arcidiocesi di York, ma dopo il 1923 tale posizione cadde in disuso. Il titolo fu però ripristinato a tutti gli effetti nel 1994, quando la Chiesa d'Inghilterra si aprì all'episcopato femminile nominando le proprie prime donne sacerdote. Il vescovo suffraganeo acquisì quindi il titolo di visitatore episcopale provinciale, assumendo la giurisdizione su quelle parrocchie che non possono in coscienza accettare il ministero di un vescovo che sia stato coinvolto nell'ordinazione di donne sacerdote. Dal 2014, il vescovo di Beverley svolge tale funzione solo per le parrocchie di nove delle dodici diocesi della provincia ecclesiastica di York; per la diocesi di Leeds tale compito è assolto dal vescovo di Wakefield (che dal 2014, dopo la dissoluzione della diocesi di Wakefield, è divenuto un vescovo di area all'interno della diocesi di Leeds), mentre per le diocesi di Blackburn e di Carlisle la carica è ricoperta dal vescovo di Burnley.

## Vescovi e lord spirituali
Un vescovo della provincia di York, ossia quello di Durham, unitamente all'arcivescovo di York,  all'arcivescovo di Canterbury e a due vescovi della provincia di Canterbury, nella fattispecie quello di Londra e quello di Winchester, hanno il diritto ex officio di sedere nella Camera dei Lord in qualità di lord spirituali. Gli altri ventuno seggi della Camera dei lord riservati ai lord spirituali sono invece occupati da vescovi nominati in base alla loro anzianità di servizio.

## Diocesi
Ad oggi le diocesi che fanno parte della provincia di Canterbury sono le seguenti:
- Arcidiocesi di York
- diocesi di Blackburn
- diocesi di Carlisle
- diocesi di Chester
- diocesi di Durham
- diocesi di Leeds
- diocesi di Liverpool
- diocesi di Manchester
- diocesi di Newcastle
- diocesi di Sheffield
- diocesi di Sodor e Man
- diocesi di Southwell e Nottingham

## Diocesi non più esistenti
- diocesi di Bradford
- diocesi di Wakefield
- diocesi di Ripon e Leeds